# Valmadrid
Valmadrid ist eine nordspanische Gemeinde (municipio) mit 127 Einwohnern (Stand: 2024) in der Provinz Saragossa in der Autonomen Gemeinschaft Aragón. 

## Lage
Valmadrid liegt etwa 20 Kilometer (Fahrtstrecke) südlich von Saragossa in einer Höhe von 535 m. 

## Bevölkerungsentwicklung
| Jahr      | 1960 | 1970 | 1981 | 1991 | 2001 | 2011 | 2021 |
| Einwohner | 268  | 115  | 89   | 55   | 74   | 118  | 98   |

## Sehenswürdigkeiten

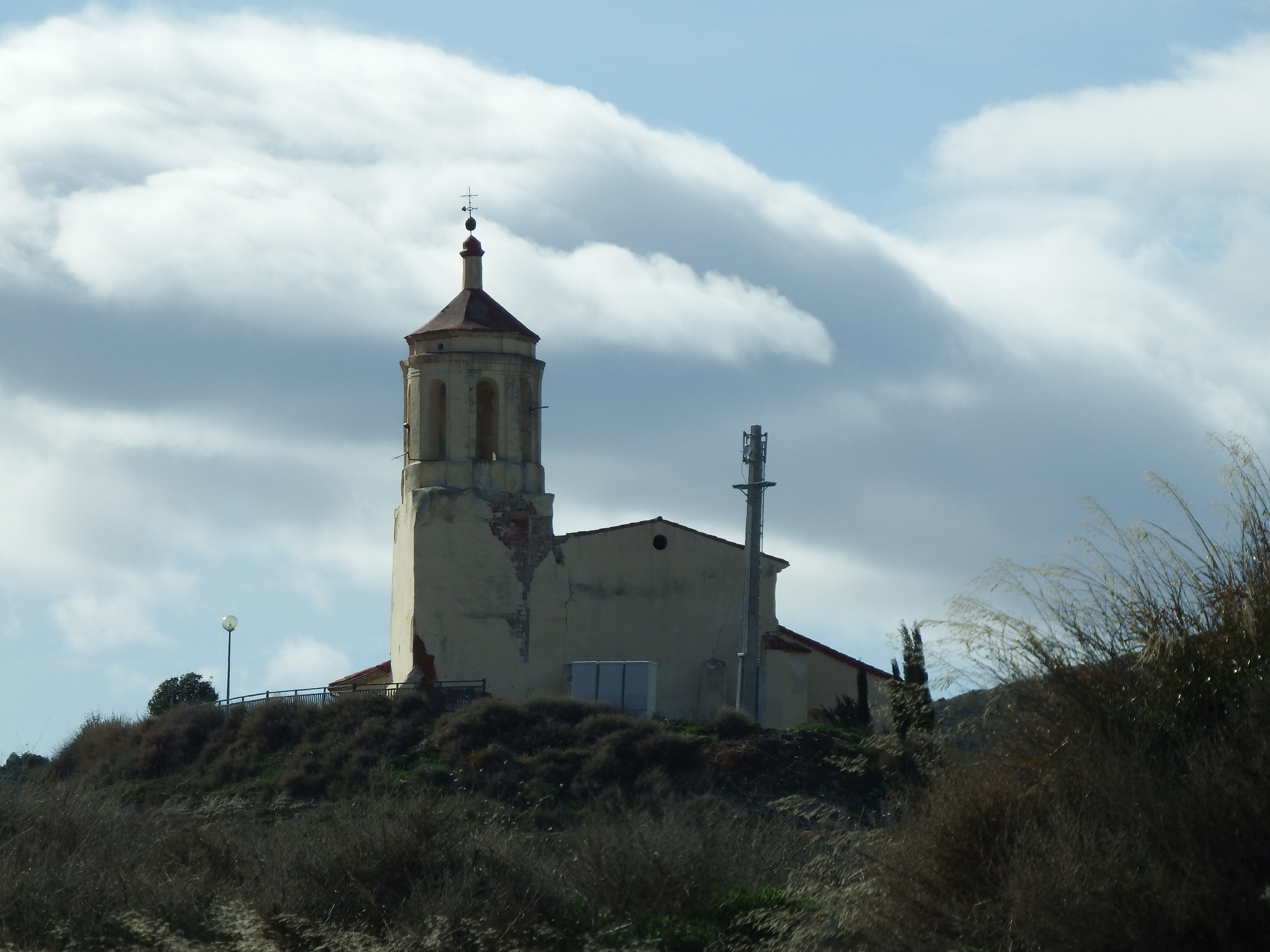
Kirche

- Kirche